# Guinea Pig (películas)
Los filmes Guinea Pig (ギニーピッグ Ginī Piggu?) son una serie de películas japonesas de horror gore de los años 80 con efectos especiales extremadamente detallados y violencia gráficamente explícita. Las películas se dieron a conocer en Occidente en 1992 cuando el actor Charlie Sheen vio la película Flower of Flesh and Blood (Flor de Carne y Sangre) durante una fiesta en la casa del también actor Chris Gore y la confundió con una película snuff, por lo que se contactó con el FBI para denunciar este material.
Se han reeditado desde entonces en DVD en los Estados Unidos y en los Países Bajos. Las cintas fueron catapultadas a un nuevo nivel del infamia hacia finales de los años 80 y comienzos de los años 90, cuando las primeras cinco películas de la serie fueron encontradas en la colección de 5.763 videocintas que el asesino serial japonés Tsutomu Miyazaki poseía, y que incluso usó de inspiración, imitando algunas de esas escenas en sus crímenes. Debido a la controversia constante que rodeaba la serie, hoy es ilegal en Japón producir cualquier película con la denominación Guinea Pig.[cita requerida]

## El Experimento del Diablo(The Devil's Experiment)
La primera película, Guinea Pig: El Experimento del Diablo (ギニーピッグ 悪魔の実験 Ginī Piggu: Akuma no Jikken?) (1985), se considera una representación de una película real de snuff. La película gira alrededor de un grupo de hombres que secuestran y torturan a una joven mujer como parte de un experimento para comprobar el dolor extremo que puede sufrir el cuerpo humano cuya trama es teorizada ya {ho} la chica torturada no muestra a tal punto el dolor que se experimenta.
Esta se encuentra con facilidad.

## Flor de Carne y Sangre(Flower of Flesh and Blood)
La segunda película, Guinea Pig 2: Flor de Carne y Sangre (ギニーピッグ2 血肉の華 Ginī Piggu 2: Chiniku no Hana?) (1985), fue producida y dirigida en 1985 por Hideshi Hino y está basada en sus trabajos de horror manga. En ella, un hombre vestido de samurái (encarnado por el mismo Hino), droga y secuestra a una mujer para cortarla y desmembrarla, y finalmente agrega partes seleccionadas de su cuerpo a una extensa colección de miembros.
Después de ver un trozo de esta película, el actor Charlie Sheen se convenció de que el contenido del vídeo era genuino y contactó al MPAA, y luego estos con el FBI. El agente del FBI Dan Codling informó que el FBI y las autoridades japonesas ya se encontraban investigando a los realizadores del film, quienes fueron forzados a probar que los efectos especiales eran realmente falsos (similar a lo que tuvo que hacer el director italiano Ruggero Deodato con su película Cannibal Holocaust). La banda de rock industrial Skinny Puppy escribió la canción, "El luto" (The Mourn) después de descubrir el vídeo y de creerlo auténtico. Cuando más adelante supieron que era una farsa, incorporaron clips de la película en su actuación en vivo. "Flor de Carne y Sangre" era el film favorito de Tsutomu Miyazaki de los primeros cinco rodados, y el que sirvió al parecer como uno de sus "modelos" para sus crímenes.

### Reparto
- Hiroshi Tamura
- Kirara Yûgao

## Él Nunca Muere(He Never Dies)
La tercera película, Guinea Pig 3: ¡Shudder! El Hombre Que Nunca Muere (ギニーピッグ3 戦慄! 死なない男 Ginī Piggu 3: Senritsu! Shinanai Otoko?) (1986), no fue basado en una película verdadera, sino en una extraña escena en la cual aparecía un hombre que trata de suicidarse, pero cuando se corta la muñeca descubre que no se desangra y tampoco le duele. A partir de aquí empieza a cortar partes de su cuerpo y a jugar con ellas. La película es una imitación más que las dos anteriores, e incluye una elaborada venganza contra la muchacha que indujo al personaje principal al suicidio.

### Reparto
- Shinsuke Araki... Masatosh Nakamura
- Yumiko Kumashiro... Kyoko
- Masahiro Satô... Yoshio
- Rie Shibata
- Keisuke Shinki

## La Sirena en una Alcantarilla(Mermaid in a Manhole)
Basado en un manga de Hideshi Hino y dirigido por el mangaka mismo, The Guinea Pig 4: La Sirena en una Alcantarilla (ザ・ギニーピッグ マンホールの中の人魚 Za Ginī Piggu: Manhōru no naka no Ningyo?) (1988), trata sobre un artista que, mientras intenta hacer frente a la reciente muerte de su esposa, encuentra una sirena herida en una alcantarilla bajo las calles de Okinawa. El artista la lleva a su casa, y después de un breve período, la sirena desarrolla heridas y se convierte en una masa de pus y ampollas y comienza a sangrar. El artista utiliza la sangre y el pus de las heridas para pintar su retrato, pero como él pinta con la sangre de la sirena, su condición empeora y ella muere.

### Reparto
- Shigeru Saiki... El artista
- Mari Somei... La sirena
- Masami Hisamoto
- Gô Rijû
- Tsuyoshi Toshishige

## El Androide de Notre Dame(Android of Notre Dame)
The Guinea Pig 5: El Androide de Notre Dame (ザ・ギニーピッグ2 ノートルダムのアンドロイド Za Ginī Piggu 5: Nōtorudamu no Andoroido?) (1988) trata sobre un científico que intenta encontrar una cura para la enfermedad grave que su hermana posee. El científico necesita un "conejillo de Indias" para realizar experimentos. Un extraño se acerca al científico con una oferta de un cuerpo para tal fin y el científico acepta. El extraño provee el cuerpo con un precio pero los experimentos no van bien y el científico se enfurece, cortando el cuerpo a pedazos. El extraño se acerca al científico de nuevo y le provee de otro cuerpo (el suyo) para continuar con los experimentos.

### Reparto
- Toshihiko Hino
- Mio Takaki
- Tomorowo Taguchi
- Yumi Iori
- Misuzu

## Doctora Malvada(Devil Woman Doctor)
Guinea Pig 6: Doctora Malvada (ギニーピッグ4 ピーターの悪魔の女医さん Ginī Piggu 6: Pītā no Akuma no Joi-san?) (1990) es la historia de una doctora que es travesti, con la actuación del travesti japonés de la vida real Shinnosuke "Peter" Ikehata. Ella mutila y mata uno tras otro a todos sus pacientes. Este episodio cambió el tono de la serie de "horror explícito" a "comedia slapstick violenta".

### Reparto
- Mitsuru Fukikoshi
- Kobuhei Hayashiya
- Masami Hisamoto
- Nezumi Imamura
- Tamio Kageyama
- Yumiko Kumashiro
- Yuji Nakamura
- Natsumi Ogawa
- Oto
- Shinnosuke "Peter" Ikehata
- Masahiro Satô
- Rie Shibata
- Naoto Takenaka
- Yoshiaki Umegaki

## Matanza Especial
Guinea Pig 7: Matanza Especial (ギニーピッグ7 惨殺スペシャル Ginī Piggu 7: Zansatsu Supessharu?) (1992) es la séptima y película final de la serie. Sirve a modo de un especial "lo mejor de", rememorando los momentos más espantosos de las primeras películas.

## Lanzamiento en DVD
En 2002 la compañía Devil Pictures lanzó una versión de lujo multi-región que recogió las seis películas junto a una edición limitada del documental de la realización de Guinea Pig, y una versión inédita de La Doctora Malvada. El set también contenía una camiseta y un póster con la ilustración de caja de edición de lujo. A pesar de su nombre, Guinea Pig - la serie completa, el set no incluyó la matanza especial. El set también tenía muchas características adicionales, entre ellas el manga en el que se basó la historia.